# Palmas del Socorro
Palmas del Socorro est une municipalité colombienne située dans le département de Santander.